# Kamena Gora
Kamena Gora (Servisch cyrillisch Камена Гора) is een plaats in de Servische gemeente Prijepolje. De plaats telt 210 inwoners (2002).